# Inkatangaror
Inkatangaror (Incaspiza) är ett släkte i familjen tangaror inom ordningen tättingar. Släktet omfattar fem arter som alla förekommer i Anderna i Peru:
- Större inkatangara (I. pulchra)
- Rostryggig inkatangara (I. personata)
- Gråvingad inkatangara (I. ortizi)
- Mustaschinkatangara (I. laeta)
- Mindre inkatangara (I. watkinsi)